# Llorac
Llorac è un comune spagnolo di 122 abitanti situato nella comunità autonoma della Catalogna.

## Stemma
La pianta di alloro, llorer in catalano, riprende il nome del paese.